# Phare de Cape Beale
Le phare de Cape Beale est un phare situé dans la réserve de parc national Pacific Rim à l'entrée du Barkley Sound (en), sur la côte ouest de l'île de Vancouver, dans le District régional d'Alberni-Clayoquot (Province de la Colombie-Britannique), au Canada.
Ce phare est géré par la Garde côtière canadienne .
Ce phare patrimonial  est répertorié par la Loi sur la protection des phares patrimoniaux (en)  en date du 29 mai 2015.

## Histoire
Le premier phare a été construit en 1874 sur cette zone de côte dangereuse de l'île de Vancouver pour aider la navigation vers Barkley Sound et le détroit de Juan de Fuca. Il fut le premier phare à être érigé par le gouvernement fédéral en Colombie Britannique.

## Description
Le phare actuel, datant de 1958, est une tour pyramidale en acier galvanisé blanche de 4 étages, avec une galerie et une lanterne octogonale rouge, de 10 m de haut. Il émet, à une hauteur focale de 48 m, un éclat blanc et rouge (selon secteur) toutes les 15 secondes. Sa portée nominale est de  milles nautiques (environ km).
La station est composée de quatre bâtiments (logements, salle des machines et corne de brume.
Identifiant : ARLHS : CAN-091 - Amirauté : G-5256 - NGA : 13836 - CCG : 0176 .

## Caractéristique duFeu maritime
Fréquence : 5 secondes (W-R)
- Lumière : 0.2 seconde
- Obscurité : 4.8 secondes